# John Cole
Pour les articles homonymes, voir Cole.
John Cole, né le 20 septembre 1946 à Sydney (Australie), est un ancien joueur de rugby à XV qui a joué avec l'équipe d'Australie. Il évoluait au poste d'ailier. 

## Carrière
Sa carrière internationale a duré de 1968 à 1974. Il a joué son premier test match le 15 juin 1968 à l'occasion d'un match contre l'équipe de Nouvelle-Zélande. Il a disputé son dernier test match contre l'équipe de Nouvelle-Zélande, le 8 juin 1974.

## Statistiques en équipe nationale
- Nombre de test matchs avec l'Australie : 24
- 6 essais
- Sélections par année : 5 en 1968, 5 en 1969, 1 en 1970, 5 en 1971, 3 en 1972, 2 en 1973, 3 en 1974